# Пальмовый лес Эльче
Пальмера́ль Э́льче (исп. Palmeral de Elche) — крупнейшие в Европе пальмовые рощи, расположены в испанской провинции Аликанте. Общая площадь Пальмераля, в состав которого входит Городской парк (Parque Municipal), Уэрто-дель-Кура (Huerto del Cura) и другие сады, составляет 5,1 км², причём 1,5 км² лежит в черте города Эльче.
Роща состоит из более чем 11 тысяч пальмовых деревьев, по большей части финиковых пальм, возраст отдельных из них доходит до 300 лет. Урожай собирается в декабре. Крупнейшая пальма (имперская пальма), которая называется «Сисси» в честь австрийской императрицы Елизаветы, весит 10 тонн и имеет возраст около 165 лет.
Разведение финиковых пальм в Эльче известно, по крайней мере, со времён иберов, то есть примерно с V века до н. э. Плантация пережила времена римлян и мавров. Роща и оросительная система сформировалась к концу X века, когда большая часть Пиренейского полуострова управлялась маврами.
Климат региона засушливый, норма осадков составляет 300 мм в год, поэтому пальмы посажены вдоль ирригационных каналов, берущих воду из реки Виналопо. Законы по защите рощи впервые появились после Реконкисты.